# Lusette Verboom
Lusette (Pòpi) Verboom-Fairbairn (1956) is een Curaçaos curator, verzamelaar, auteur en voormalig galeriehouder.  

## Leven en werk
Lusette Fairbairn werkte in 1980 als spraaktherapeut op de dovenschool in Curaçao toen ze haar latere echtgenoot ontmoette, kunstdocent en ondernemer Herman Verboom. In 1989 namen ze een sabbatical en maakten samen een zeiltocht door de Caraïben. Tijdens deze trip werd ze zich bewust van de rijkdom aan lokaal geproduceerde kunst en kunstnijverheid die op de eilanden werd verkocht. Eenmaal terug in Curaçao besloot ze iets te doen om lokale kunstenaars een podium te bieden.

### Gallery Alma Blou
In 1991 begon ze de souvenirwinkel Spanta Para (vogelverschrikker) voor cruisepassagiers. Toen bleek dat de lokale bevolking ook veel belangstelling had en ze meer lokale kunstenaars leerde kennen, opende ze in Otrobanda Kas di Alma Blou gallery and gift shop. Tien jaar later kocht het echtpaar het vervallen Landhuis Habaai, en na een grondige restauratie opende Gallery Alma Blou in 2006 zijn deuren. Het is de oudste en grootste kunstgalerie in Curaçao. Hij vertegenwoordigt een verscheidenheid aan lokale kunstenaars met verschillende nationaliteiten en achtergronden.
Verboom viel op in de lokale kunstwereld: "Ik belandde in een wereld die aanvoelde als een besloten club. Als zwarte vrouw was ik een uitzondering." Zij is een pionier die de lokale kunstscene heeft vernieuwd, verscheidene kunstenaars hebben hun succes aan haar te danken. Jan Gulmans roemt haar om haar buitengewoon grote kennis van kunst. Ze heeft Gallery Alma Blou meer dan 25 jaar geleid. In december 2023 nam ze afscheid met een expositie waarbij meer dan dertig kunstenaars hun werk lieten zien. De galerie wordt op kleinere schaal voortgezet door de nieuwe eigenaar van het landhuis, Lysander Borgschot.

### Andere kunstprojecten
Lusette Verboom is voorzitter van de stichting Arte '99. Deze stichting heeft als  doelstelling het bevorderen van educatieve, recreatieve, sociale, artistieke en culturele activiteiten.  Arte '99 organiseerde de kunstmanifestatie Oraño na Plata ter gelegenheid van het zilveren jubileum van Koningin Beatrix in 2005. Dit was een gezamenlijke manifestatie van verschillende galerieën.
Als voorzitter van Arte '99 en curator was Verboom verantwoordelijk voor de volgende projecten.
- 2010 - Kunstmanifestatie Antepasado di Futuro, Arte ayere, awa i mañan ter viering van het verkrijgen van een autonome status van Curaçao binnen het Koninkrijk der Nederlanden en geopend door Koning Willem-Alexander en Koningin Maxima, en de publicatie van het gelijknamige boek.[6]
- 2011 - Openluchttentoonstelling op het Brionplein ter gelegenheid van het bezoek van Koningin Beatrix.
- 2014 - Tentoonstelling Riba kadansa di historia op de Koningin Emmabrug.[7]
- Productie van een kunstkwartet voor de lagere scholen samen met Nicole Henriquez en Louis Hilgers.

Zeven jaar lang organiseerde ze de populaire Marshe di Artesania, waarbij de patio van Landhuis Habaai beschikbaar was voor de verkoop van kunstnijverheidsproducten (2012-2019).
In 2019 was zij curator van de Aruba Art Fair te San Nicolas, Aruba. In 2020 was ze curator van de decoratie van de stilteruimte Tin ora silensio ta e mihó muzik (Soms is stilte de beste muziek) in het Curaçao Medical Center. In 2020-2021 was zij curator van de Trans-Atlantic World Art Fair @Artsy. In 2022 was ze curator van de expositie van het werk van de Curaçaose schilder José Maria Capricorne in het pand van de Raad van State in Den Haag. In 2023 was ze mede-curator van de overzichtsexpositie van José Maria Capricorne in het Stedelijk Museum Breda.
In januari 2023 sprak zij zich uit tegen het voornemen koning Willem-Alexander tijdens zijn bezoek in februari het karikaturale beeld van de zwarte vrouw Chichi te laten beschilderen. Zij was van mening dat dit ongepast was in een tijd waarin de Curaçaose bevolking bezig is met het verwerken van het slavernijverleden. Haar protest kreeg veel bijval en leidde ertoe dat dit onderdeel van het bezoek werd geannuleerd.

### Overige functies
Sinds 1991 is Verboom lid van de zeereddingsbrigade CITRO en van 2016 tot 2022 was zij voorzitter. Ze was de eerste vrouwelijke redder en schipper op een reddingsboot van het Koninkrijk der Nederlanden.
Van 2023 tot 2024 was zij voorzitter van de Rotary Club of Curaçao.
Per 1 augustus 2023 werd zij benoemd tot voorzitter van de Commissie Koninklijke Onderscheidingen voor de periode van drie jaar. De Commissie verricht het voorbereidend werk bij een voordracht voor een onderscheiding.
Per 3 mei 2024 werd zij benoemd als voorzitter van de Monumentenraad Curacao. De Monumentenraad adviseert gevraagd en ongevraagd de Minister van Verkeer, Vervoer & Ruimtelijke Planning betreffende monumenten die betrekking hebben op stads- of dorpsgezichten.

## Onderscheidingen
In 2014 werd Verboom benoemd tot Ridder in de Orde van Oranje-Nassau. In 2015 kreeg zij de Tapushi Literario, een literaire prijs voor het Papiaments taalgebied.